# Compagnie des Bateaux Mouches
Die Compagnie des Bateaux Mouches ist eine französische Gesellschaft, die in Paris Fahrgastschiffe für Rundfahrten betreibt. Diese Schiffe werden als „Bateaux-Mouches“ bezeichnet.

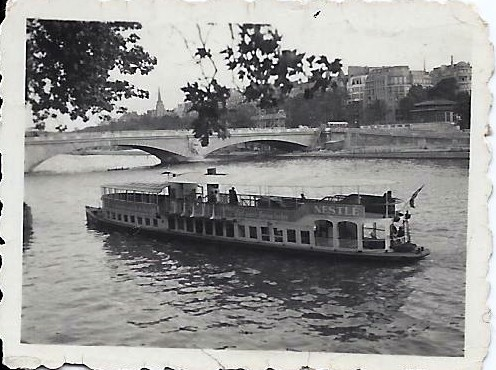
Bateau-Mouche um 1900

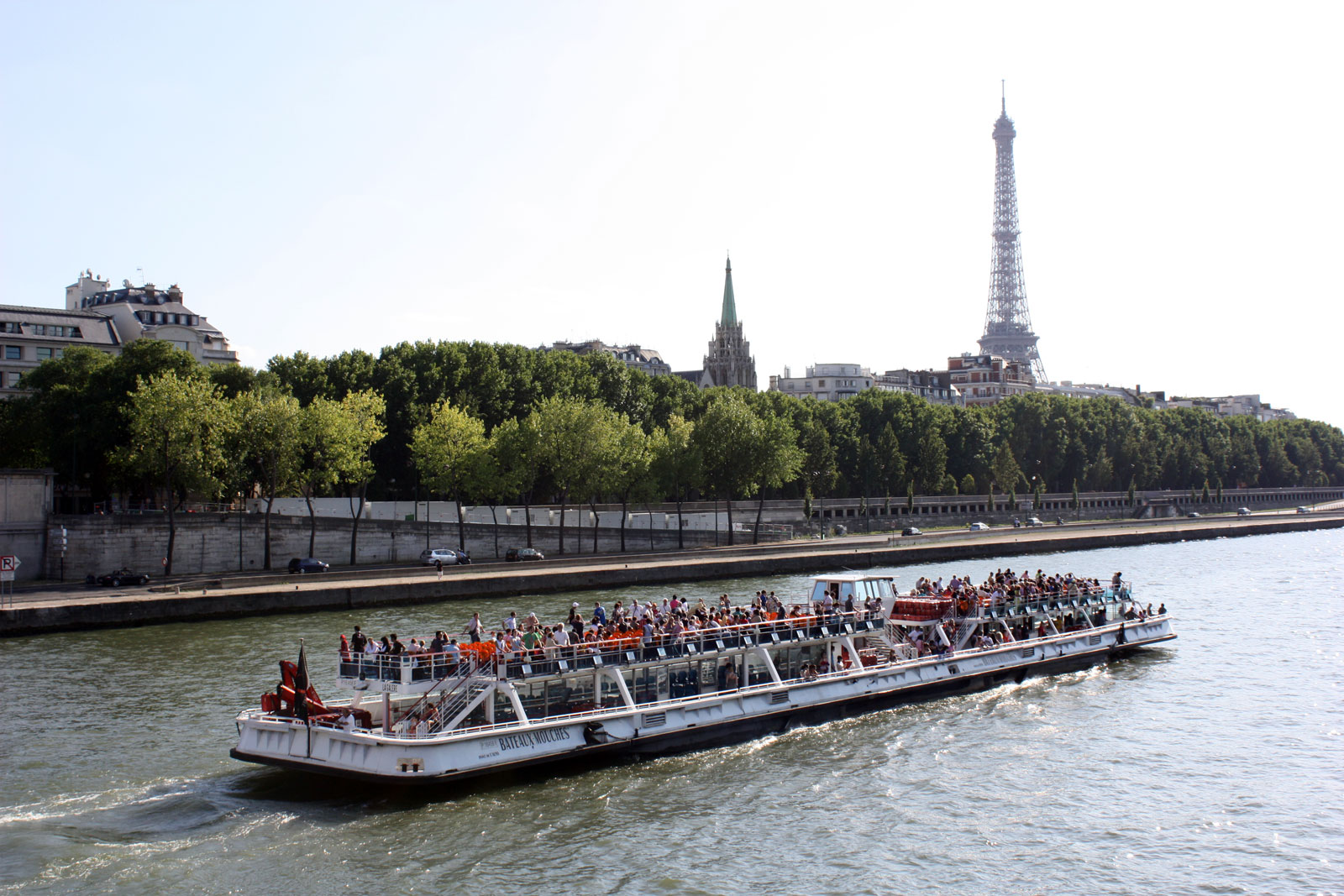
Ein Bateau-Mouche auf der Seine

Jean Bruel (1917–2003), der Gründer der Gesellschaft, hatte 1950 ein altes, anlässlich der Weltausstellung 1867 gebautes Passagierschiff gekauft. Zusammen mit dem Schriftsteller Robert Escarpit entwarf er die Legende, die Bateaux-Mouches seien von Jean-Sébastien Mouche erfunden worden.
Der Begriff „Bateau-Mouche“ bezeichnete im 19. Jahrhundert mittels einer Schiffsschraube angetriebene kleine Boote, die zur Beförderung von Gütern oder Personen auf Flüssen oder Kanälen genutzt wurden. Deren Konzept wurde in einer Werkstatt im Lyoner Stadtviertel La Mouche entwickelt, was die Bezeichnung dieser Schiffe erklärt. Seit 1867 wurde auf der Seine in Paris Fahrgastverkehr mit „Bateaux-Mouches“ durchgeführt.
Die Gesellschaft ließ die Bezeichnung „Bateaux Mouches“ 1950 als Marke registrieren und ist seitdem Inhaberin der Markenrechte. Die eingesetzten Schiffe sind kein einheitlicher Schiffstyp, aufgrund ihrer Bauform lassen sich aber alle trotz ihrer Größe auf der Seine relativ leicht manövrieren. Sie haben ein freies Oberdeck und ein geschlossenes, geheiztes und klimatisiertes Hauptdeck. Bei Nachtfahrten werden die Sehenswürdigkeiten vom Boot aus angestrahlt.